# Georg August Wallin
Georg August Wallin, Yrjö Aukusti Wallin o Abd al-Wali (Sund, 24 de octubre de 1811-Helsinki, 23 de octubre de 1852) fue un orientalista, explorador y profesor finés, recordado por sus viajes en el Medio Oriente durante la década de 1840.

## Biografía
Nació en el municipio de Sund en la isla báltica de Åland en 1811. En 1829 se matriculó para estudiar Lenguas Orientales en la Universidad de Helsinki, graduándose con un Master of Arts en 1836. Luego comenzó a escribir una disertación sobre el árabe y el persa, mientras trabajaba como bibliotecario en la biblioteca de la universidad.
En 1839, viajó a San Petersburgo, donde conoció al Jeque Muhammad Sayyad al-Tantawi y aprendió más sobre el Medio Oriente. Realizó su primera expedición al territorio en 1843.
Cuándo Wallin fue a sus expediciones se retrató a sí mismo como musulmán y tomó el nombre Abd al-Wali con el fin de estar más cerca a sus temas. Muchas personas creen que Wallin se convirtió al Islam, pero no hay ninguna prueba para apoyar aquella afirmación al menos según sus diarios y cartas. Su tumba en Cementerio de Hietaniemi en Helsinki tiene su nombre de árabe grabado en su lápida. Está enterrado en el terreno de una iglesia cristiana.
Visitó La Meca en 1845, una ciudad estrictamente prohibida para los no musulmanes. Entre 1846 y 1848 visitó Palestina y Persia. Durante este tiempo pudo haber adoptado el islam, a pesar de que sus escrituras indican escepticismo hacia esta religión.
Por 1850 Wallin había regresado a Europa, donde la Royal Geographical Society publicó sus Notas tomadas durante un viaje a través de parte del norte de Arabia y le otorgaron la Medalla de Oro de la fundación, en reconocimiento de su investigación pionera. Wallin Completó su tesis doctoral en 1851 y fue nombrado posteriormente profesor de Literatura Oriental en la Universidad de Helsinki.
Fue interrogado por la Royal Geographical Society y Sociedad Geográfica Rusa para montar otra expedición al Medio Oriente, pero declinó, quizás en parte debido a problemas de salud.
Escribió que encontraba la cultura europea como opresora y que «no volvería (él) a adaptarse a Europa». Cualquiera que fuese la causa, Wallin murió el 23 de octubre de 1852, solo tres años después de su regreso a Finlandia y en vísperas de cumplir 41 años.